# Kościół Wszystkich Świętych w Rychnowie
Kościół Wszystkich Świętych w Rychnowie – rzymskokatolicki kościół parafialny należący do parafii pod tym samym wezwaniem (dekanat Stawiszyn diecezji kaliskiej).
Jest to świątynia wzniesiona w 1782 roku. Ufundowana została przez rodzinę Skowrońskich. Restaurowana była w latach 1875–76, w 1905 i 1994.
Budowla jest drewniana, jednonawowa, posiada konstrukcję  zrębową. Świątynia jest  orientowana, wybudowano ją z drewna modrzewiowego. Prezbiterium jest mniejsze w stosunku do nawy, zamknięte jest trójbocznie, z boku jest umieszczona zakrystia, natomiast na zewnątrz znajduje krucyfiks rokokowy z końca XVIII wieku. Od frontu jest umieszczona wieża, konstrukcji słupowej, posiadająca kruchtę w przyziemiu. Zwieńcza ją barokowy, blaszany, baniasty dach hełmowy z  latarnią. Z boku nawy znajduje się druga kruchta. Świątynię nakrywa dach dwukalenicowy, pokryty gontem, na dachu jest umieszczona sześciokątna wieżyczka na sygnaturkę. Jest ona zwieńczona blaszanym baniastym dachem hełmowym z latarnią. Wnętrze jest nakryte płaskim stropem, w nawie znajduje się faseta. Chór muzyczny jest podparty dwoma filarami i posiada wybrzuszoną wystawkę w części centralnej. Belka tęczowa jest ozdobiona krucyfiksem wykonanym pod koniec XVIII wieku. Na ścianach jest umieszczona polichromia w stylu secesyjnym z 1905 roku z motywami kwiatów. Strop w prezbiterium został pomalowany farbą olejną ze wzorem ośmioramiennych żółtych gwiazd. W stylu późnobarokowym powstały pod koniec XVIII wieku: ołtarz główny, dwa ołtarze boczne i ambona koszowa z baldachimem.